# 30-as busz (Zalaegerszeg)
A zalaegerszegi 7-es jelzésű autóbusz az Autóbusz-állomás és Kökényesmindszent között közlekedik, Bazita érintésével. A vonalat a Volánbusz üzemelteti.

## Útvonala
| Kökényesmindszent felé | Autóbusz-állomás |
| --- | --- |
| Autóbusz-állomás vá. – Balatoni út – Kazinczy tér – Mártírok útja – Göcseji út – Becsali út – Bazitai út – Kökényesmindszenti elágazó vá. – Kökényesmindszent utca – Kökényesmindszent, forduló vá. | Kökényesmindszent, forduló vá. – Kökényesmindszent utca – Kökényesmindszenti elágazó vá. – Bazitai út – Becsali út – Göcseji út – (Csertán Sándor utca – Landorhegyi út – Platán sor – Göcseji út –) Hunyadi János utca – Kosztolányi Dezső utca – Kovács Károly tér – Balatoni út – Autóbusz-állomás vá. |

## Megállóhelyei
| 30 (Autóbusz-állomás ⇆ Kökényesmindszent) | 30 (Autóbusz-állomás ⇆ Kökényesmindszent) | 30 (Autóbusz-állomás ⇆ Kökényesmindszent)        | 30 (Autóbusz-állomás ⇆ Kökényesmindszent) | 30 (Autóbusz-állomás ⇆ Kökényesmindszent) | 30 (Autóbusz-állomás ⇆ Kökényesmindszent) | 30 (Autóbusz-állomás ⇆ Kökényesmindszent) | 30 (Autóbusz-állomás ⇆ Kökényesmindszent)                                                    |
| Perc (↓)                                  | Perc (↓)                                  | Megállóhely                                      | Perc (↑)                                  | Perc (↑)                                  | Perc (↑)                                  | Perc (↑)                                  | Átszállási lehetőségek                                                                       |
| ----------------------------------------- | ----------------------------------------- | ------------------------------------------------ | ----------------------------------------- | ----------------------------------------- | ----------------------------------------- | ----------------------------------------- | -------------------------------------------------------------------------------------------- |
| 0                                         | 0                                         | Autóbusz-állomás végállomás                      | 23                                        | 23                                        | 25                                        | 25                                        | 5, 6, 7, 21, 27, 25                                                                          |
| 2                                         | ∫                                         | Kazinczy tér                                     | ∫                                         | ∫                                         | ∫                                         | ∫                                         | 1, 10C, 24, 6, 7, 12, 12A, 12B, 14, 18, 20, 21, 22, 28, 29                                   |
| 5                                         | ∫                                         | Mártírok útja (Ady iskola)                       | ∫                                         | ∫                                         | ∫                                         | ∫                                         | 7, 21, 27                                                                                    |
| ∫                                         | ∫                                         | Kovács Károly tér                                | 22                                        | ∫                                         | 24                                        | 24                                        | 1, 2A, 3, 4, 5, 7, 9, 10C, 12, 12A, 12B, 13, 14, 15, 18, 19, 19A, 20, 21, 22, 25, 27, 28, 29 |
| ∫                                         | ∫                                         | Önkiszolgáló étterem                             | 20                                        | ∫                                         | 23                                        | 22                                        | 1, 3, 4, 7, 10C, 12B, 13, 14, 15, 18, 19, 20, 19A, 22, 25, 27, 28, 29                        |
| ∫                                         | ∫                                         | Hunyadi utca                                     | 19                                        | 19                                        | 22                                        | 21                                        | 1, 3, 4, 7, 10C, 12B, 13, 14, 15, 18, 19, 20, 19A, 22, 25, 27, 28, 29                        |
| 6                                         | 5                                         | Városi fürdő (Mártírok útja) (↓) Éva presszó (↑) | 17                                        | ∫                                         | 20                                        | 19                                        | 23E, 24, 24E, 7, 10C, 13, 14, 15, 18, 19, 20, 19A, 22, 25, 27, 28, 29                        |
| 7                                         | 7                                         | Köztemető (Göcseji út)                           | 16                                        | 16                                        | ∫                                         | 18                                        | 24, 24E, 7, 10C, 12B, 18, 20, 22, 27, 28, 29                                                 |
| ∫                                         | ∫                                         | Landorhegyi ABC                                  | ∫                                         | ∫                                         | 18                                        | ∫                                         | 7, 12B, 18, 20, 22, 25, 27, 28, 29                                                           |
| ∫                                         | ∫                                         | Fiú-diákotthon                                   | ∫                                         | ∫                                         | 17                                        | ∫                                         | 7, 12B, 18, 20, 22, 25, 27, 28, 29                                                           |
| ∫                                         | ∫                                         | Landorhegyi út 20.                               | ∫                                         | ∫                                         | 16                                        | ∫                                         | 7, 12B, 18, 20, 22, 25, 27, 28, 29                                                           |
| ∫                                         | ∫                                         | Csertán Sándor utca                              | ∫                                         | ∫                                         | 15                                        | ∫                                         | 7, 10C, 18, 20, 22, 24, 24E, 25, 27, 28, 29                                                  |
| 8                                         | ∫                                         | Göcseji úti ABC                                  | ∫                                         | ∫                                         | ∫                                         | ∫                                         | 7, 18, 24E, 24, 27, 28, 29                                                                   |
| 9                                         | 9                                         | Bazita I/B elágazó                               | 14                                        | 14                                        | 14                                        | 16                                        | HK                                                                                           |
| 11                                        | 12                                        | Becsali út 59.                                   | 12                                        | 12                                        | 12                                        | 14                                        |                                                                                              |
| 14                                        | 14                                        | Becsali út, Borsos-kút                           | 9                                         | 9                                         | 9                                         | 11                                        | b\|Zalaegerszeg\|HK\|                                                                        |
| 17                                        | 17                                        | Bazita, TV-torony                                | 6                                         | 6                                         | 6                                         | 8                                         |                                                                                              |
| 18                                        | 18                                        | Bazita, Bazitai út 122.                          | 5                                         | 5                                         | 5                                         | 7                                         |                                                                                              |
| 19                                        | 19                                        | Bazita, Bazitai út 77.                           | 4                                         | 4                                         | 4                                         | 6                                         |                                                                                              |
| 20                                        | 20                                        | Bazita, Bazitai út 5.                            | 3                                         | 3                                         | 3                                         | 5                                         |                                                                                              |
| 21                                        | 21                                        | Bazita, Zelefa                                   | 2                                         | 2                                         | 2                                         | 4                                         |                                                                                              |
| 22                                        | 22                                        | Bazita, Bazitai út 6.                            | 1                                         | ∫                                         | 1                                         | 3                                         |                                                                                              |
| 23                                        | 23                                        | Kökényesmindszenti elágazó végállomás            | 0                                         | 0                                         | 0                                         | 2                                         | 7                                                                                            |
| 25                                        |                                           | Kökényesmindszent, forduló végállomás            |                                           |                                           |                                           | 0                                         |                                                                                              |